# Varvito

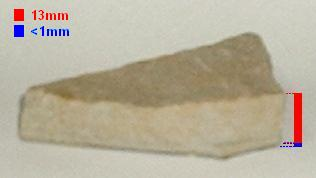
Imagem de um varvito. Na figura, a legenda em azul mostra a espessura da lâmina de folhelho (<1mm). A legenda em vermelho mostra a espessura da camada de siltito (13mm).

O varvito é uma rocha sedimentar originada durante a glaciação de rios e lagos e sua estrutura é constituída por uma série de varves. Apresenta camadas alternadas, formando um depósito sedimentar de estratificação rítmica (ritmito), sendo que cada varve corresponde a um ano. Os clastos caídos são comuns nos varvitos.

## Formação

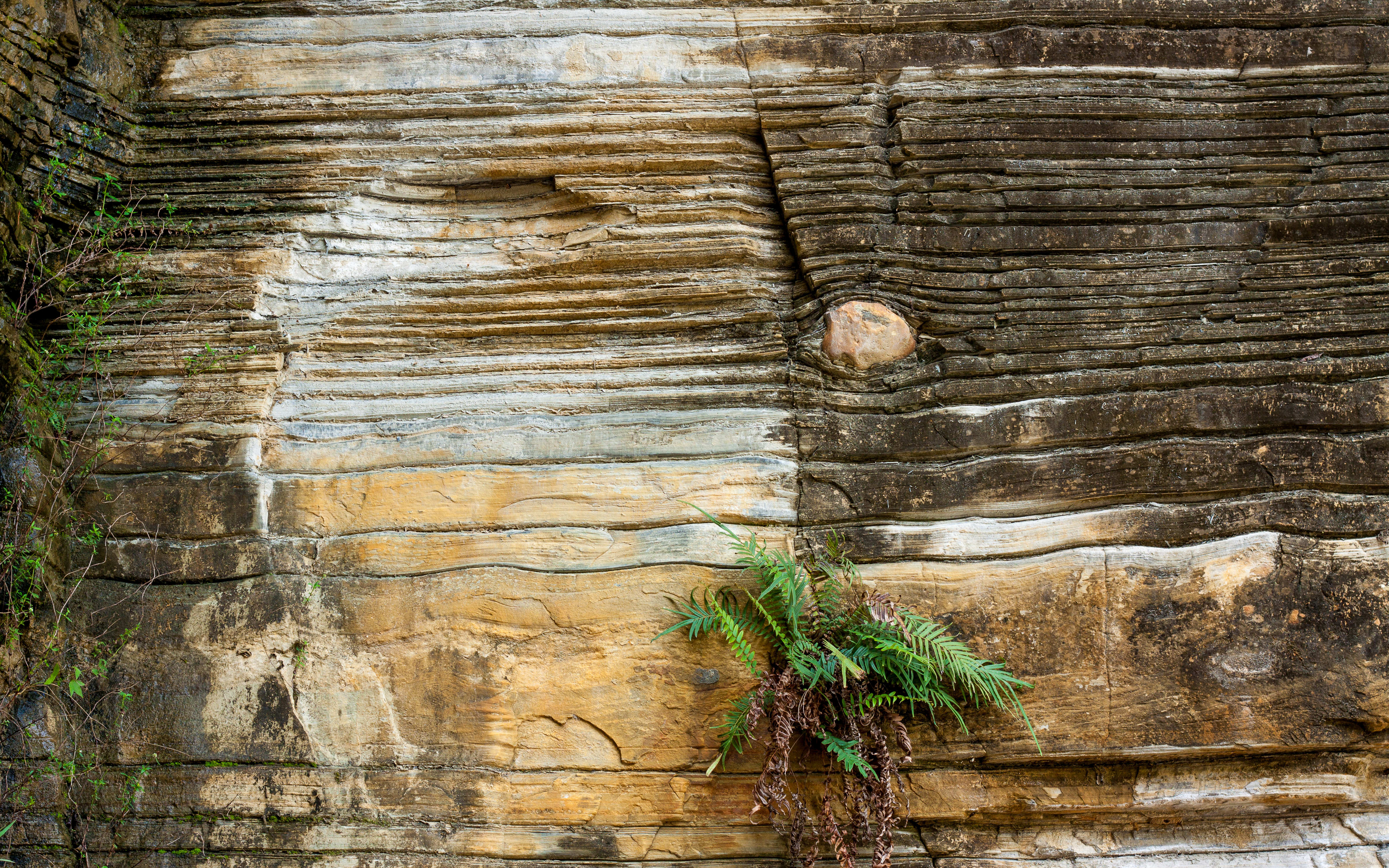
Regularidade das camadas com diferentes espessuras, mostrando anos de maior e menor depósito de sedimentos glaciais.

O nome varvito vem de sua estrutura em varves. As varves são conjuntos de camadas finas sedimentares clásticas alternadas. A camada mais fina é composta por silte e a mais espessa de silte, areia (fina, média ou grossa).
A deposição destes materiais ocorre comumente em lagos próximos a geleiras, evidenciado pela posição horizontal do registro e por sua estratificação bastante regular.

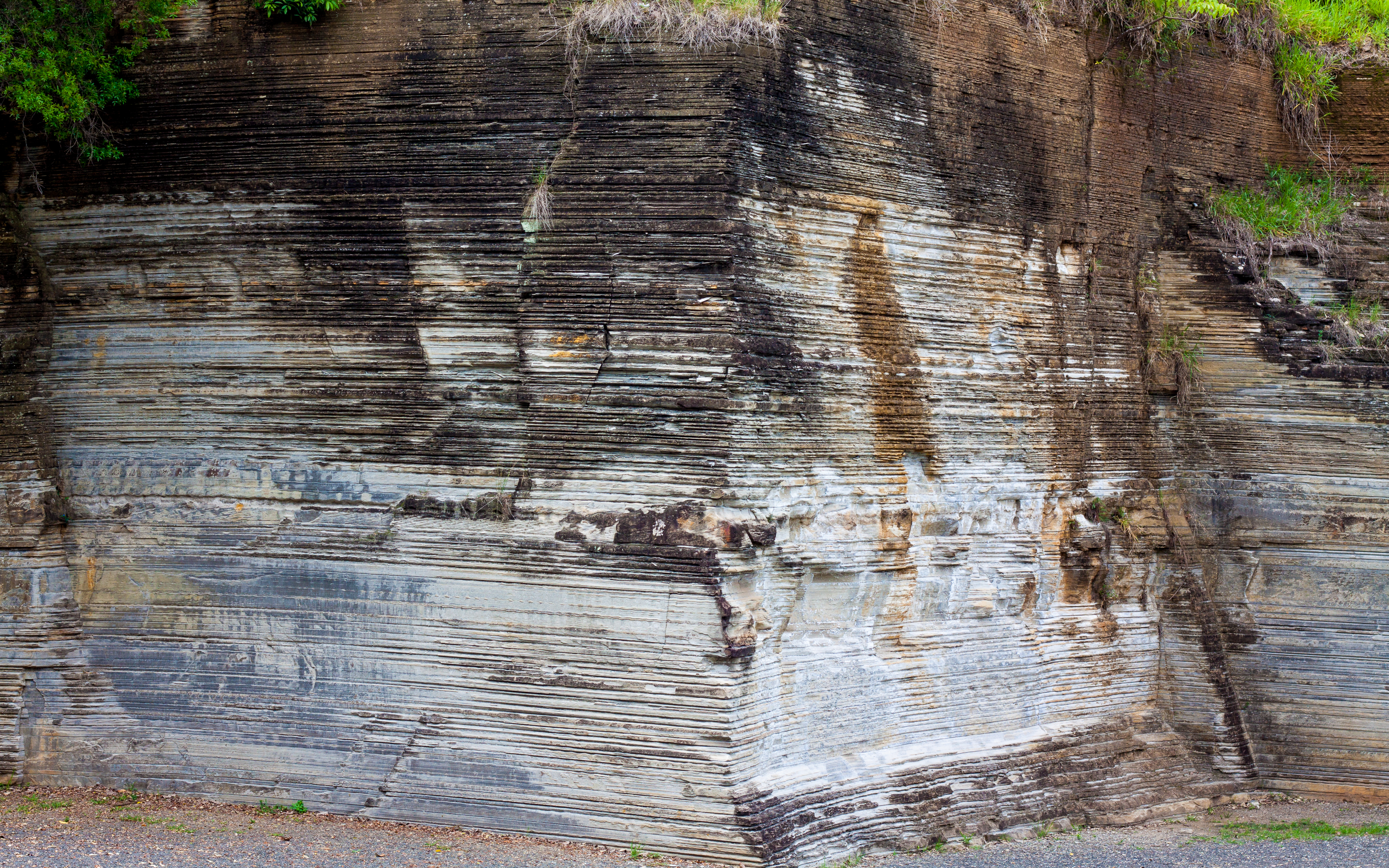
Paredão exibindo perfil de depósitos de varvito

Durante as estações mais quentes (primavera e verão), o derretimento do gelo é mais intenso e transporta maior quantidade de areia e silte para o fundo do lago, formando as camadas mais espessas e claras (siltito ou arenito). Neste período mais quente alguns seres vivos conseguem se desenvolver.
Com o derretimento do gelo glacial, blocos maiores das geleiras podem se desprenderem e acabarem no lago. Ao derreterem por completo, podem liberar sedimentos maiores no fundo lacustre, como seixos, calhaus e matacões. Estes sedimentos mais grosseiros se depositam e, como conseqüência, formam os seixos pingados (dropstone) entre as varves do depósito sedimentar.
Durante as estações mais frias do ano (outono e inverno), os corpos d'água congelam. Neste período as partículas mais finas se depositam (silte) no fundo do lago, por exemplo, formando as lâminas mais escuras e delgadas denominadas folhelhos.
A camada mais clara (sedimentos de meses quentes) costuma ser mais porosa e áspera do que a lâmina de folhelho, devido à primeira conter silte e areia em sua composição.
As camadas sedimentares clásticas alternadas - a camada fina depositada durante os meses frios e a camada mais espessa depositada durante os meses quentes - representam a sedimentação durante um ano. Deste modo, é possível contabilizar, aproximadamente, os anos em um perfil de depósito glacial flúvio-lacustrino de varvito. O resultado pode ser interpretado como os anos em que o lago esteve recebendo sedimentos de geleiras.
Nota-se também, em alguns registros geológicos como o do Parque do Varvito, em Itu, São Paulo, que as camadas vão tornando-se mais finas conforme vão se aproximando da superfície, ou seja, as varves mais recentes são menos espessas que as mais antigas. Esse padrão pode ser explicado se considerarmos que, ao longo dos anos, a geleira foi recuando, levando uma quantia cada vez menor de sedimentos para o lago.
A datação do lago a partir da contagem das camadas de varvito pode não ser muito exata, devido à ação erosiva na superfície, que pode eliminar os sedimentos mais recentes. Entretanto, a estimativa do tempo em que o lago esteve próximo à geleira costuma ser bastante satisfatória através deste método de contagem do tempo.

## Vestígios Fósseis

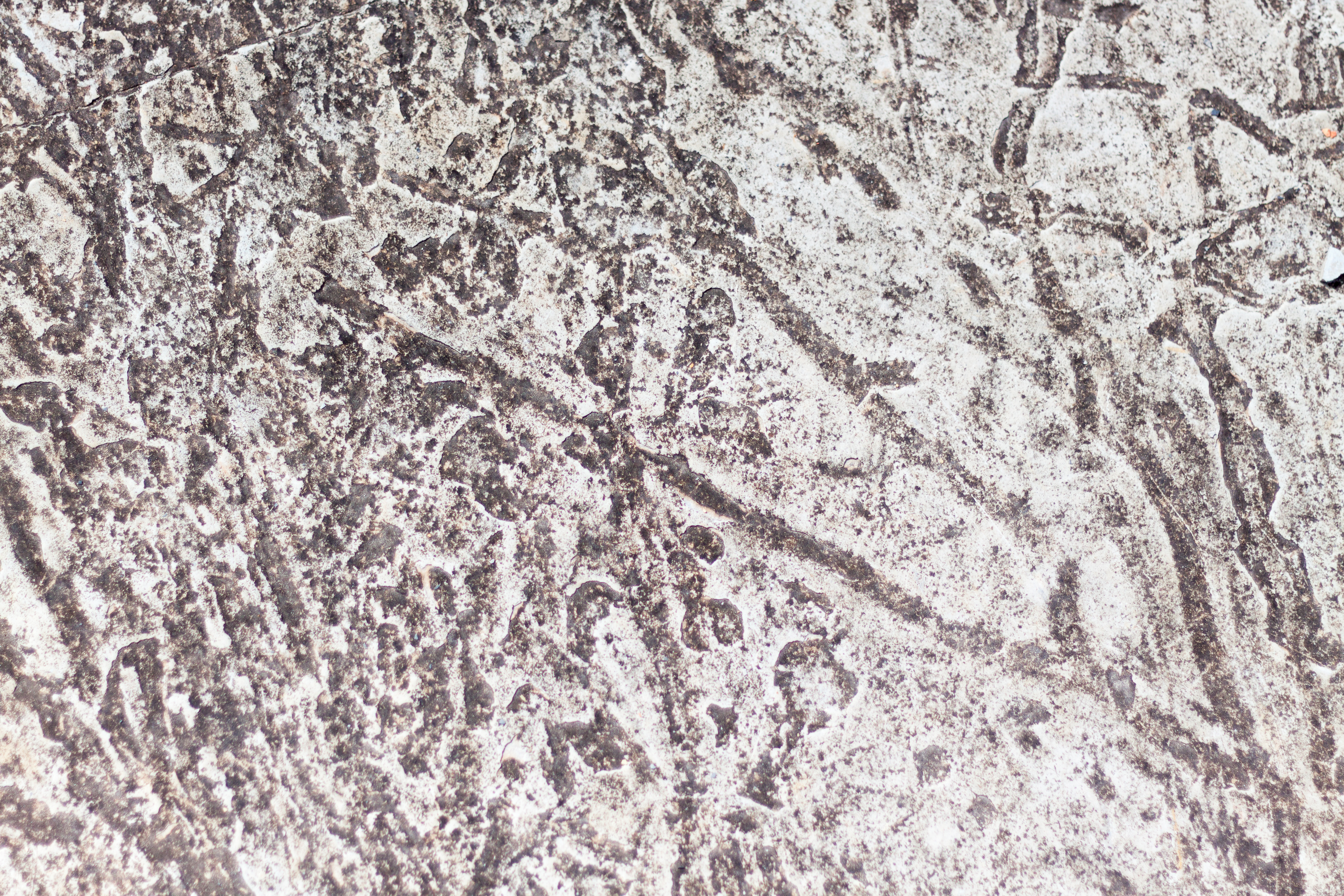
Vestígios fósseis em varvito mostra os caminhos percorridos pelos invertebrados lacustres.

Nos lagos do período Pleistoceno pode-se observar vestígios da presença de animais invertebrados.
Estes vestígios aparecem na forma de traços finos e alongados, cruzando-se sobre a camada de sedimentos - geralmente a mais clara, formada durante os meses quentes, quando a vida no lago poderia ser mais ativa. São marcas deixadas pela movimentação das patas ou corpos dos animais. Raramente estes animais são encontrados fossilizados, pois seus corpos provavelmente eram muito delicados e não resistiriam no fundo do lago o suficiente para a ocorrência da fossilização.

## Composição
Os varvitos podem ser:

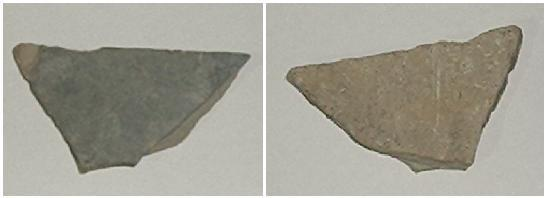
As camadas de um varvito. Esquerda: folhelho, camada mais escura e fina. Direita (mesma rocha): siltito, camada mais clara e espessa.

- par siltito-folhelho: quando a maior parte da camada mais clara é composta de silte. Neste caso, percebe-se que a camada é mais porosa do que áspera.
- par arenito-folhelho: quando a maior parte da camada mais clara é composta de areia. Neste caso, percebe-se que a camada é mais áspera que porosa.